# Didjob Divungi Di Ndinge
Didjob Divungi Di Ndinge est un homme politique gabonais, né le 5 mai 1946. Il fut vice-président de la République gabonaise de 1997 à 2009.

## Biographie
D'ethnie punu, il est originaire d’Alombié, près de Port-Gentil.
Didjob Divungi Di Ndinge est le plus jeune frère de Pierre Claver Divounguy, l'ancien maire de la capitale économique du pays, Port-Gentil. Il est diplômé de l’École Nationale Supérieure d'Arts & Métiers (Arts et Métiers ParisTech).
Il est proche du Centre d’évangélisation Béthanie, l’une des principales Églises évangéliques (de réveil) du Gabon, que dirige l’un de ses parents, le pasteur Michel-Francis Mbadinga. Béthanie.

### Carrière politique
Divungi Di Ndinge devint le secrétaire général de l'ADERE en 1993. Il était le candidat du parti à l'élection présidentielle de décembre 1993, à laquelle il obtint 2,2 % des votes,.
Nommé vice-président de la République en mai 1997, il ne dispose d'aucun pouvoir effectif et n'est pas le successeur constitutionnel à la présidence en cas de vacance constatée du pouvoir. Sa désignation relève « des dosages ethno-politico-régionaux dont Omar Bongo a le secret », en l'espèce drainer la communauté punu dont il est issu, et plus largement les électeurs du Sud-Ouest.
Après la réélection d'Omar Bongo en décembre 1998, il a démissionné selon les exigences de la Constitution, mais retrouva ses fonctions le 23 janvier 1999, tout comme en janvier 2006, à la suite de l'élections présidentielle de décembre 2005.
À la fin de 2007, à l'occasion du 40e anniversaire de la présidence de Bongo, Divungi Di Ndinge dit que Bongo fut « capable d'établir un lien fort avec les personnes de son entourage basé sur le dialogue et la tolérance ».
Le 6 mai 2009, à la suite de la mort d'Édith Sassou Nguesso, épouse de Bongo, il fut annoncé à la télévision gabonaise que Bongo « suspendait temporairement ses fonctions » en tant que président afin de « se reposer et de reprendre des forces ». Cette annonce mis l'accent sur le fait que Bongo avait été profondément affecté par la maladie et la mort de son épouse, et dit que Divungi Di Ndinge assurerait les fonctions présidentielles pendant que les activités de Bongo seraient suspendues.